# Powellia subelimbata
Powellia subelimbata là một loài rêu trong họ Racopilaceae. Loài này được Zanten mô tả khoa học đầu tiên năm 1964.